# Algajola
Algajola é uma comuna francesa na região administrativa de Córsega, no departamento de Alta Córsega. Estende-se por uma área de 1,72 km². 